# Гашића насеље
Гашића насеље је дио приједорског насеља Урије. Границе чине Козарска улица, рјечица Пухарска и пруга Нови Град - Бања Лука.
У самом насељу нема значајних инфраструктурних или привредних објеката. Доминирају куће из шездесетих година 20. вијека, са специфичном архитектуром и окућницом. У насељу се налазе два спортско-рекреативна комплекса, „4. јули“ и „Петар Кочић“.